# Muranah
Muranah (tiếng Ả Rập: مرانة, cũng đánh vần là Murrany) là một ngôi làng ở phía bắc Syria nằm về phía tây bắc của Homs ở tỉnh Homs. Theo Cục Thống kê Trung ương Syria, Muranah có dân số 395 người trong cuộc điều tra dân số năm 2004. Cư dân của nó chủ yếu là người Alawite, Cơ đốc giáo chính thống Hy Lạp và Maronites.